# Notorhizodon
Notorhizodon — викопний рід тристіхоптеридних тетраподоморфів, які жили в девонський період (гіветський етап, приблизно 385—391 мільйон років тому). Скам'янілості були знайдені в Антарктиді та описані Young et al. у 1992 році. Notorhizodon, ймовірно, жив у прісних водоймах.